# 布罗克塞勒
布罗克塞勒（法語：Broxeele，法語發音：[bʁɔksɛl]）是法国上法兰西大区北部省的一个市镇，位于该省西北部，属于敦刻尔克区。

## 地名
“布罗克塞勒”一名意为“沼地之居所”，比利时布鲁塞尔（Bruxelles）的地名词源与之相同。

## 地理
布罗克塞勒（50°49'48"N, 2°19'17"E）面积3.77 平方千米，位于法国上法蘭西大區北部省，该省份为法国最北部的省份及最长的省份，西北濒北海，西接加来海峡省，南至埃纳省和索姆省，东与比利时接壤。
与布罗克塞勒接壤的市镇（或旧市镇、城区）包括：博勒泽勒、沃尔克兰科沃、比斯克尔、莱德尔泽勒、吕布鲁克。
布罗克塞勒的时区为UTC+01:00、UTC+02:00（夏令时）。

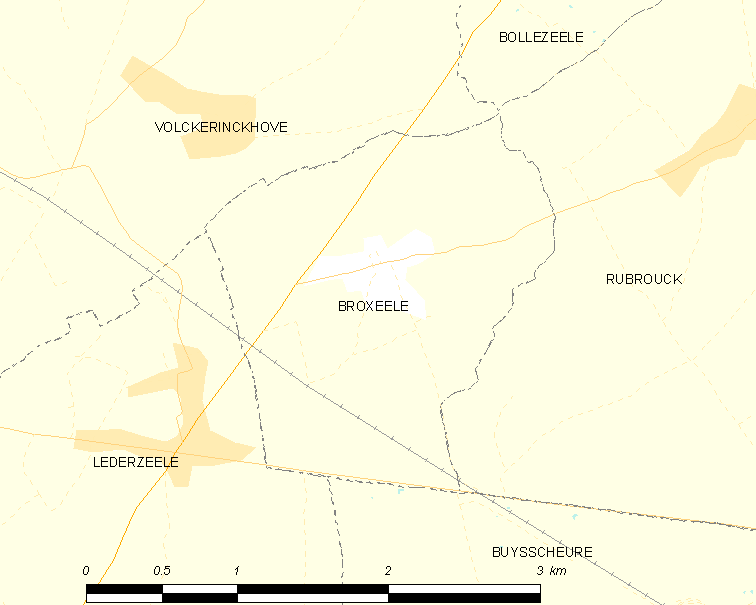
布罗克塞勒的OSM定位图

## 行政
布罗克塞勒的邮政编码为59470，INSEE市镇编码为59111。

## 政治
布罗克塞勒所属的省级选区为沃尔穆特县。

## 文化
由于地名渊源，比利时布鲁塞尔为布罗克塞勒赠送了尿尿小童雕像的复制品。

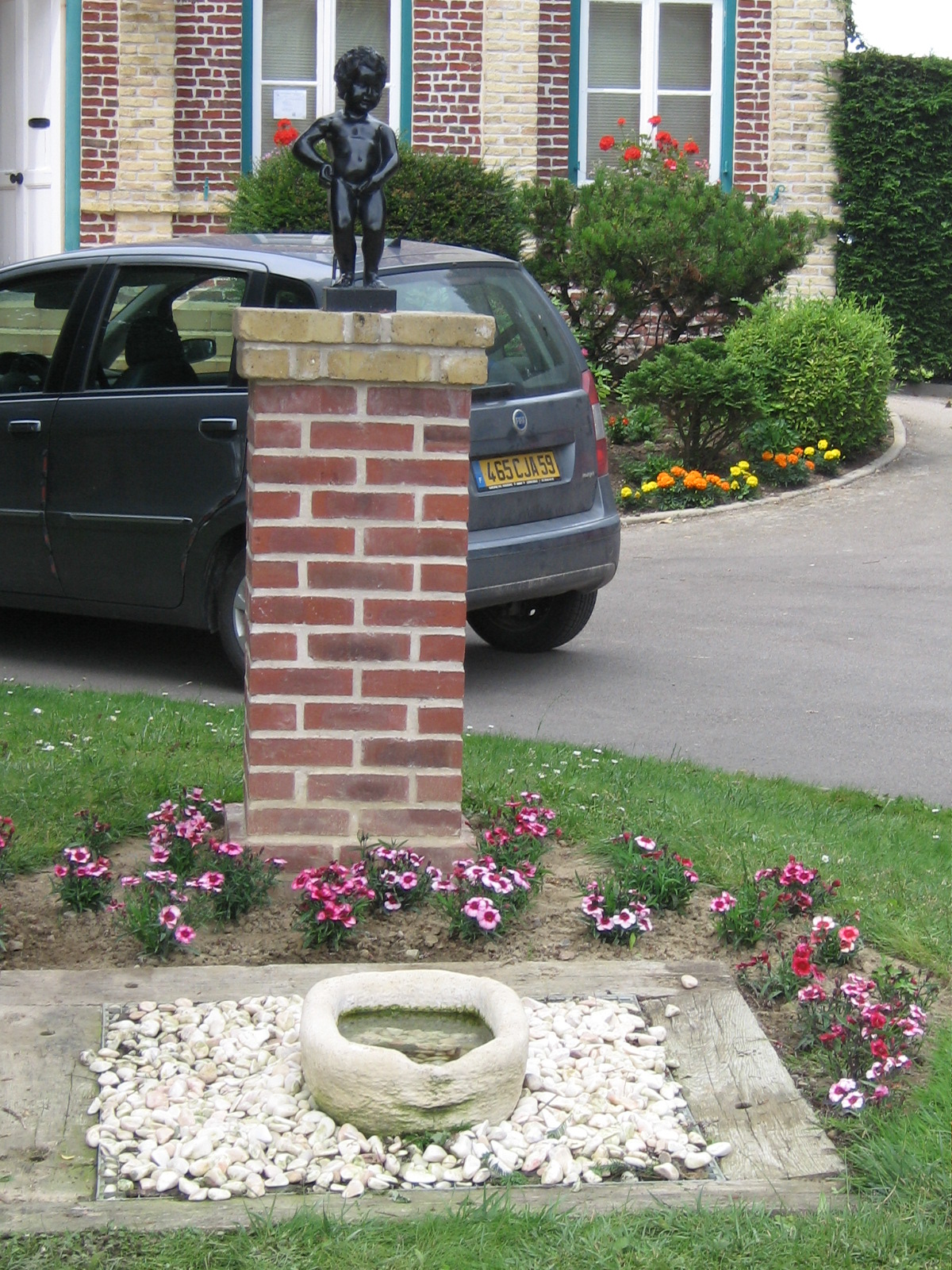

## 人口

1962-2008年间布罗克塞勒人口变化图示

布罗克塞勒于2022年1月1日时的人口数量为411人。